# Bachia flavescens
Bachia flavescens е вид влечуго от семейство Gymnophthalmidae. Видът не е застрашен от изчезване.

## Разпространение и местообитание
Разпространен е в Бразилия, Венецуела, Гвиана, Колумбия, Суринам, Тринидад и Тобаго и Френска Гвиана.
Обитава гористи местности и градини.